# Akhtar Hussain
Akhtar Hussain (en urdu: اختر حسین‎) (23 de agosto de 1926 – 9 de noviembre de 1987) fue un jugador de hockey sobre hierba pakistaní. Hussain ganó la medalla de oro por India en los Juegos Olímpicos de Londres 1948 y la plata por Pakistán en Melbourne 1956. Fue uno de los primeros deportistas en ganar dos medallas con dos países diferentes.